# Abterodaer Berg
Der bewaldete Abterodaer Berg hat eine Höhe von 310 m ü. NN und zählt zum Frauenseer Forst. Er befindet sich an der Gemarkungsgrenze der Orte Gospenroda und Abteroda, beides Stadtteile von Werra-Suhl-Tal im Wartburgkreis in Thüringen.
Der am Südwestrand der Horschlitter Mulde aufragende Berg wird auch landwirtschaftlich genutzt. Dem Abterodaer Berg folgt im Nordwesten der Auelsberg mit einer Höhe von 346,8 m ü. NN, getrennt durch das Kätchensloch. Am Nordhang verläuft seit alters die Hohe Straße mit Abzweigen ins Werratal zu den Nachbarorten Dippach und Vitzeroda.